# Самарин, Владимир Дмитриевич
Владимир Дмитриевич Самарин (настоящая фамилия Соколов, 2 марта 1913 — 19 января 1992) — коллаборант, антисемит, журналист, литератор, исследователь и общественный деятель, преподаватель Йельского университета. Во время Великой Отечественной войны работал в коллаборационистской газете «Речь».

## Биография
Родился в семье юриста в Орле. После окончания школы не смог поступить в Московский и Ленинградский университеты из-за социального происхождения. Поэтому Соколов два года работал на заводе и при поступлении в Орловский педагогический институт в 1932 году указал своим социальным происхождением — «рабочий». После учёбы стал школьным учителем литературы.

### Журналистика
Перед войной и около года после её начала он жил в Воронежской области. В августе 1942 года вернулся в оккупированный немецкими войсками Орёл. Соколов начал работать в коллаборационистской газете «Речь» сначала автором, затем заместителем главного редактора — под псевдонимом Владимир Самарин. В своих статьях Самарин критиковал советский режим и евреев, англо-американских союзников, предрекал поражение СССР в войне, писал о возрождении русского народа.
Статьи Самарина отличались антисемитской направленностью. Например, рассказывая о Протоколах сионских мудрецов, он писал: «Джугашвили-Сталин, с точки зрения еврейства, вполне подходящий человек. И он на престоле, на жидовском престоле, воздвигнутом жидами и их слугами на костях миллионов русских людей. <…> Как известно, массовое истребление людей в Советском союзе проводилось на основании определенных законов, изданных жидо-большевистскими правителями с определенной целью преследования и истребления лучшей части народа…». Немецкая администрация высоко оценивала деятельность Самарина, его наградили двумя орденами и отправили в тур по Германии. Тираж газеты достигал 100 тысяч экземпляров.
В 1944 году Самарин бежал в Германию вместе с отступающими немецкими войсками, работал в газетах «Воля народа» и «Заря». Был председателем отделения Народно-трудового союза (НТС) в Гамбурге.

### Жизнь в США
В 1951 году переехал в США, где в 1957 году принял присягу США и получил гражданство. Занимался общественной деятельностью в эмигрантских организациях, стал председателем нью-йоркского отделения НТС. Печатался в эмигрантских изданиях, вёл переписку с известными эмигрантами: Георгием Адамовичем, Марком Алдановым, Александром Керенским и др. В Вашингтоне и Нью-Йорке выпустил пять сборников малой прозы, в которых, в частности, содержатся апология коллаборационизма и критика советских партизан. Самарин противопоставлял коллаборантов и партизан: старосты и начальники полиции заботятся о людях, восстанавливают хозяйство; партизаны, напротив, нападают и убивают мирных жителей.
Был принят в Йельский университет преподавателем русского языка и литературы. Написал тексты для Программы по изучению СССР Колумбийского университета. Самарин сотрудничал с ФБР, помогая выявлять потенциальных коммунистов и советских агентов в среде эмигрантов, его просил об этом глава ФБР Джон Эдгар Гувер. Историк и исследователь Холокоста Норман Года писал, что остаётся загадкой, как человек без академической подготовки мог занять престижную позицию в Йеле, по мнению историка, ФБР использовало Самарина как информатора в университете, в том числе для слежки за русскими студентами. Также возможно, что Самарин участвовал в программе ЦРУ «Redcap» по сбору информации о советских гражданах.
В 1976 году в советском еврейском журнале «Советиш геймланд» вышла статья Аркадия Сахнина, в которой автор заявил, что Самарин работал в немецкой газете «Речь». Статья была перепечатана за рубежом. Самарин под давлением критики коллег уволился. Американский эксперт по нацистским преступникам Чарльз Аллен отмечал, что руководство Йельского университета не увольняло Самарина даже после критики в СМИ. В 1982 году начались судебные процессы о лишении его гражданства. Министерство юстиции США обвиняло Самарина в том, что он призывал «к уничтожению всех евреев, завоеванию США нацистской Германией и установлению власти нацистов по всему миру». Самарин в своё оправдание говорил, что он является лишь антикоммунистом, но не антисемитом, а статьи во время оккупации писал под угрозой расстрела. В 1986 году его лишили гражданства. В 1988 году начались слушания о депортации в СССР, однако Самарин перебрался в Канаду.
Русские эмигрантские издания защищали Самарина, писали о сговоре КГБ и Минюста США, также в его защиту выступал влиятельный консерватор, друг президента Рональда Рейгана Уильям Бакли. Сам Самарин в частной переписке критиковал американские суды, выражая недовольство их независимостью от президента и ФБР и намекая, что его преследуют евреи: «Кто хозяйничает в великой стране (до поры, до времени!) Вы хорошо знаете».

### Последние годы
В Монреале Самарин запросил получение статуса беженца. Против этого возражали еврейские организации, решение не было принято до смерти Самарина в 1992 году.
Похоронен на русском кладбище в Ново-Дивееве в Нью-Йорке.